# ائوفوریت
ائوفوریت (انگلیسی: Oophoritis) به معنای التهاب تخمدان‌هاست. این وضعیت اغلب همراه با سالپنژیت (التهاب لوله‌های فالوپ)  دیده می‌شود. ائوفوریت ممکن است ناشی از عفونت باشد.